# Чорна діра (фільм, 1979)
«Чорна діра» (англ. The Black Hole) — американський науково-фантастичний фільм 1979 року режисера Гарі Нельсона. Фільм був номінований на дві премії Оскар за найкращу операторську роботу[неавторитетне джерело] та найкращі візуальні ефекти[неавторитетне джерело].

## Сюжет
Космічний корабель «Паломіно» перебуває наприкінці своєї дослідницької місії. Його екіпаж складається з капітана Дена Голланда, першого капітана лейтенанта Чарлі Пайзера, журналіста Гаррі Бута, вченої-екстрасенса докторки Кейт Маккрей, цивільного керівника експедиції доктора Алекса Дюранта та мініатюрного робота V.I.N.CENT.
Повертаючись на Землю, «Паломіно» виявляє чорну діру, а біля неї — покинутий корабель «Сигнус», який зник 20 років тому. На цьому самому кораблі перебував батько Кейт. «Паломіно» вирішує провести розслідування та виявляє, що «Сигнус» оточений зоною нульової гравітації. «Паломіно» стикується з «Сигнусом», але пошкоджується.
Обережний екіпаж «Паломіно» невдовзі зустрічає на борту «Сигнуса» доктора Ганса Рейнхардта. Той пояснює, що корабель зазнав аварії через зіткнення з метеоритним полем. Він наказав людському екіпажу повернутися на Землю без нього (Землі вони так і не досягли), але батько Маккрея вирішив залишитися на борту і помер. Щоб замінити екіпаж, Рейнхардт побудував роботів і особистого робота-охоронця Максиміліана. Рейнхардт намірений провести «Сигнуса» через чорну діру, щоб «знайти істинне знання». Лише Дюрант вірить йому і бажає супроводжувати Рейнхардта.
Однак решта екіпажу «Паломіно» підозрює, що Рейнхардт щось приховує. Бут бачить кульгавого робота, а Голланд випадково стає свідком похорону робота його побратимами та знаходить речі екіпажу «Лебедя». V.I.N.CENT. зустрічає аналогічного йому старого робота BO.B., який змагається з андроїдами у влучності стрільби з лазера. V.I.N.CENT. вирішує теж позмагатися і перемагає. Розлючений суперник згорає. Після цього BO.B. пояснює V.I.N.CENT, що андроїди — це насправді кіборги. Коли Рейнхардт відмовився повернутися на Землю після пошкодження «Сигнуса», батько Маккрея загинув, очолюючи бунт. Екіпаж був лоботомований та перетворений на кіборгів для служіння Рейнхардту. V.I.N.CENT знищує андроїдів-свідків, після чого розповідає екіпажу «Паломіно», що сталося насправді. Кетрін перебуває в іншій частині корабля, тому V.I.N.CENT передає їй телепатичне повідомлення забрати Дюранта й тікати. Рейнхардт, дізнавшись, що його викрито, наказує схопити Кетрін і перетворити її на кіборга. Максиміліан убиває Дюранта, після чого Рейнхардт запускає «Сигнус» до чорної діри.
Голланд, V.I.N.CENT та BO.B. рятують Кетрін. Гаррі Бут намагається втекти самотужки на «Паломіно», але його збивають, і він розбивається об «Сигнус». Подальший метеоритний шторм та вибух перевантаженої головної силової установки корабля призводять до відмови генератора антигравітації. «Сигнус» починає розпадатися під дією гравітації чорної діри. Екіпаж «Паломіно» вирішує тікати на розвідувальному човнику. Рейнхардта причавлює великим екраном до палуби. Максиміліан та інші андроїди не реагують на його крики, а натомість намагаються вбити команду «Паломіно».
Максиміліан знищує BO.B., і бореться з V.I.N.CENT, поки Кетрін Маккрей, Голланд і Пайзер продовжують шлях до човника. V.I.N.CENT перемагає Максиміліана й допомагає запустити човник. Коли він стартує, Голланд, Пайзер, Маккрей та V.I.N.CENT усвідомлюють, що човник летить за попередньо заданим курсом у чорну діру.
«Сигнус» розпадається, Рейнхардт і Максиміліан зливаються в єдину істоту, що опиняється над пекельним ландшафтом, населеним темними привидами, що нагадують андроїдів. Човник тим часом виводить від чорної діри янголоподібна постать, і він опиняється біля яскравої зорі.

## У ролях
| Актор            | Роль                       |
| ---------------- | -------------------------- |
| Максиміліан Шелл | доктор Гайнс Рейнгардт     |
| Ентоні Перкінс   | доктор Алекс Дюрант        |
| Роберт Форстер   | капітан Ден Голланд        |
| Джозеф Боттомс   | лейтенант Чарлі Пайзер     |
| Івет Мімо        | доктор Кеті МакКрі         |
| Ернест Борґнайн  | Гаррі Бут                  |
| Том Маклафлін    | капітан S.T.A.R.           |
| Родді Макдовелл  | V.I.N.CENT. LF-396 (голос) |
| Слім Пікенс      | Old BO.B. LF-28 (голос)    |